# Фридрих VIII фон Труендинген
Фридрих VIII (VII) фон Труендинген (на немски: Friedrich VIII (VII) von Truhendingen; † 15 април 1332) е граф на Труендинген във Франкония.
Той е най-големият син на граф Фридрих II фон Труендинген (VI) († 1290) и съпругата му графиня Агнес фон Вюртемберг († 1305), вдовица на граф Конрад IV фон Йотинген († 1279), дъщеря на граф Улрих I фон Вюртемберг († 1265) и първата му съпруга Мехтхилд фон Баден († сл. 1258).. Майка му Агнес фон Вюртемберг се омъжва трети път пр. 3 юли 1295 г. за граф Крафт I фон Хоенлое-Вайкерсхайм († 1313).
Братята му са Улрих фон Труендинген „Млади“ († 1310/1311), граф на Труендинген, Фридрих IX († сл. 1291) и Ото († сл. 1300), свещеник във Вюрцбург. Полубрат е на граф Конрад V фон Йотинген († 1313) и Готфрид фон Хоенлое-Мьокмюл († 1339).

## Фамилия
Фридрих VIII фон Труендинген се жени пр. 1294 г. за Агнес фон Хоенцолерн († сл. 28 януари 1318), дъщеря на бургграф Конрад II фон Нюрнберг († 1314) и Агнес фон Хоенлое-Уфенхайм († 1319). Те имат четири сина:
- Конрад фон Труендинген (* пр. 1300; † 19 май (пр. 1328) 1332), женен пр. 10 февруари 1319 г. за София фон Хенеберг († сл. 1360), родители на граф Хайнрих фон Труендинген († 1380) и Фридрих († 1366), княжески епископ на Бамберг (1363 – 1366)
- Йохан фон Труендинген (* 1308 – ?)
- Фридрих фон Труендинген († 19 май сл. 1366)
- Мартин фон Труендинген († 1331)